# Oswaldibergtunnel

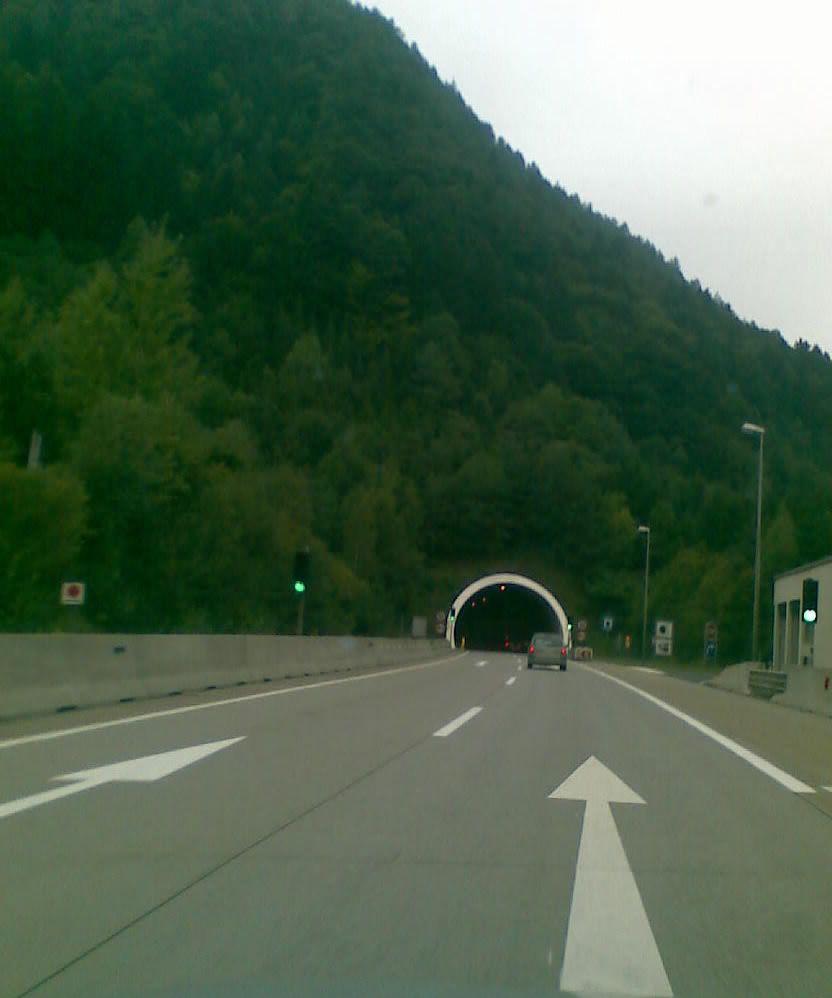
Tunnelportal nach Ausfahrt Villach West

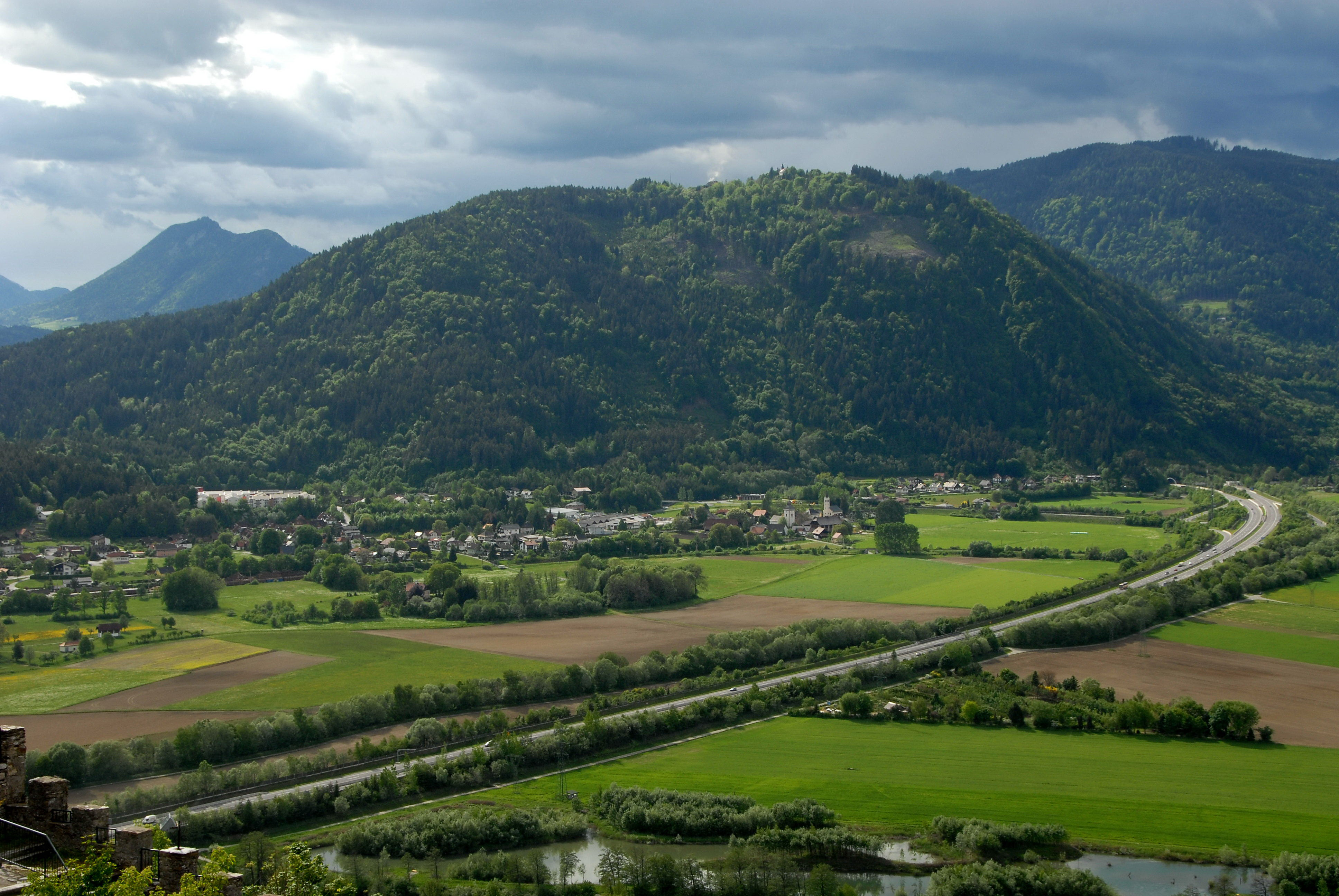
Tauern Autobahn (A10) mit Oswaldiberg

Der Oswaldibergtunnel ist ein Tunnel der Tauern Autobahn (A10).
Der Oswaldibergtunnel ist der zweitlängste zweiröhrige Tunnel Kärntens. Er wurde gebaut, um den Verkehr um Villach zu lenken. Der Tunnel beginnt nach der Ausfahrt Villach West und endet vor der Ausfahrt Villach/Ossiacher See und durchquert den Oswaldiberg.
Er ist 4307 m lang und wurde am 12. März 1987 eröffnet. Im Jahre 2004 wurde der Oswaldibergtunnel komplett mit neuen Sicherheitseinrichtungen versehen: So wurden die Tunnelwände auf einer Fläche von 90.000 m² neu beschichtet und die Beleuchtung sowie 14 Fluchttore erneuert. Der Tunnel wird durchschnittlich von 25.000 Fahrzeugen täglich befahren, davon 14 Prozent Schwerlastverkehr. Die Tunnelzentrale befindet sich in Zauchen. Den Brandschutz und technische Hilfeleistung übernehmen die Feuerwehren Hauptfeuerwache Villach, Töplitsch, Vassach und Zauchen. Ab September 2015 wurde der Tunnel generalsaniert. Die Arbeiten sollten voraussichtlich bis Juni 2017 dauern, konnten aber  bereits Ende Mai beendet werden. Seit dem 24. Mai 2017 sind beide Röhren wieder befahrbar.